# Labweh

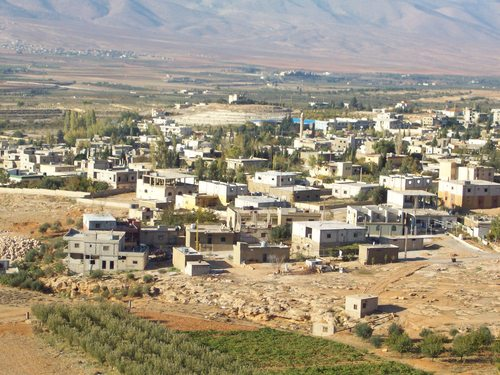
Vue aérienne du village en 2011

Labweh, Laboue, Labwe ou Al-Labweh (en arabe اللبوة) est un village à une altitude de 950 mètres sur un contrefort des montagnes de l'Est-Liban dans le district de Baalbek au Liban,.

## Les sources d'eaux et les rivières
Le village est situé sur une colline au nord de Baalbek, qui donne son nom à la rivière Labweh, l'une des sources de l'Oronte. La rivière coule traverse le village pour environ 20 kilomètres à travers le désert rocheux. Il a ensuite des cascades dans un lac et flux plus large à un autre village appelé Ras-Baalbeck, considérée comme la source de l'Oronte. Cela découle partir nord, alimenté par de nombreux autres flux provenant des montagnes du Liban. Le village du Labweh est considéré parmi les plus grands du district du Baalbek.